# 氨溴索
氨溴索（Ambroxol）是一种常用的祛痰剂，可分解痰涎，主要用于治疗支气管炎等呼吸系统相關的黏液過量疾病。近年，有假設認為氨溴索有可能在Paget's disease of bone、柏金遜症候群（不同於柏金遜症）及其他多種涉及自噬式失調的衰老相關疾病有其潛在的角色。氨溴索通常作為咳嗽糖漿中的活性成分而給藥。
氨溴索於1966年取得專利，但要到1979年才開始在醫療上使用。

## 副作用
氨溴索的具体禁忌症目前尚未明确，但是胃溃疡患者慎用，且不建议在妊娠初期使用。

## 合成

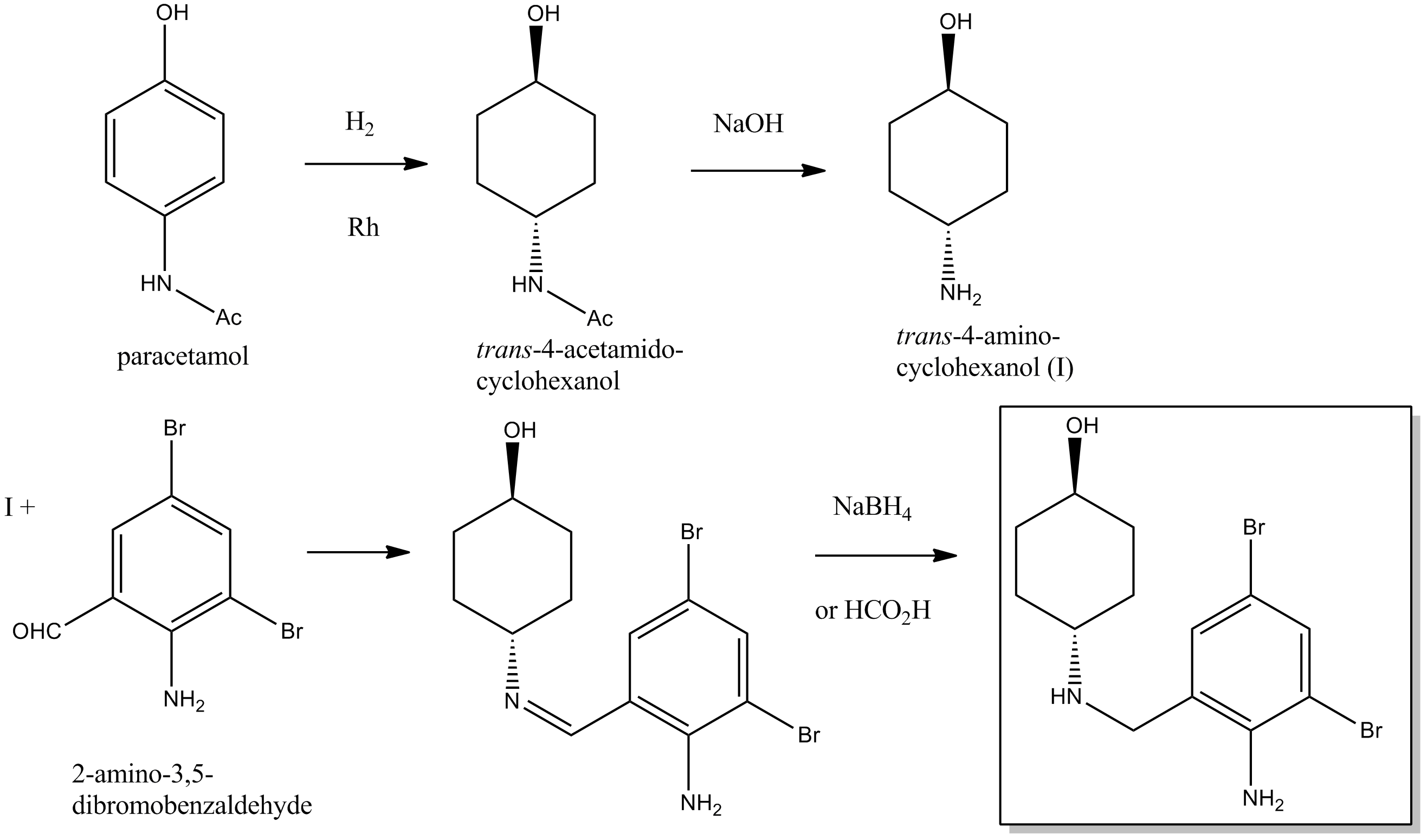
氨溴索的合成方法。

## 常見商品

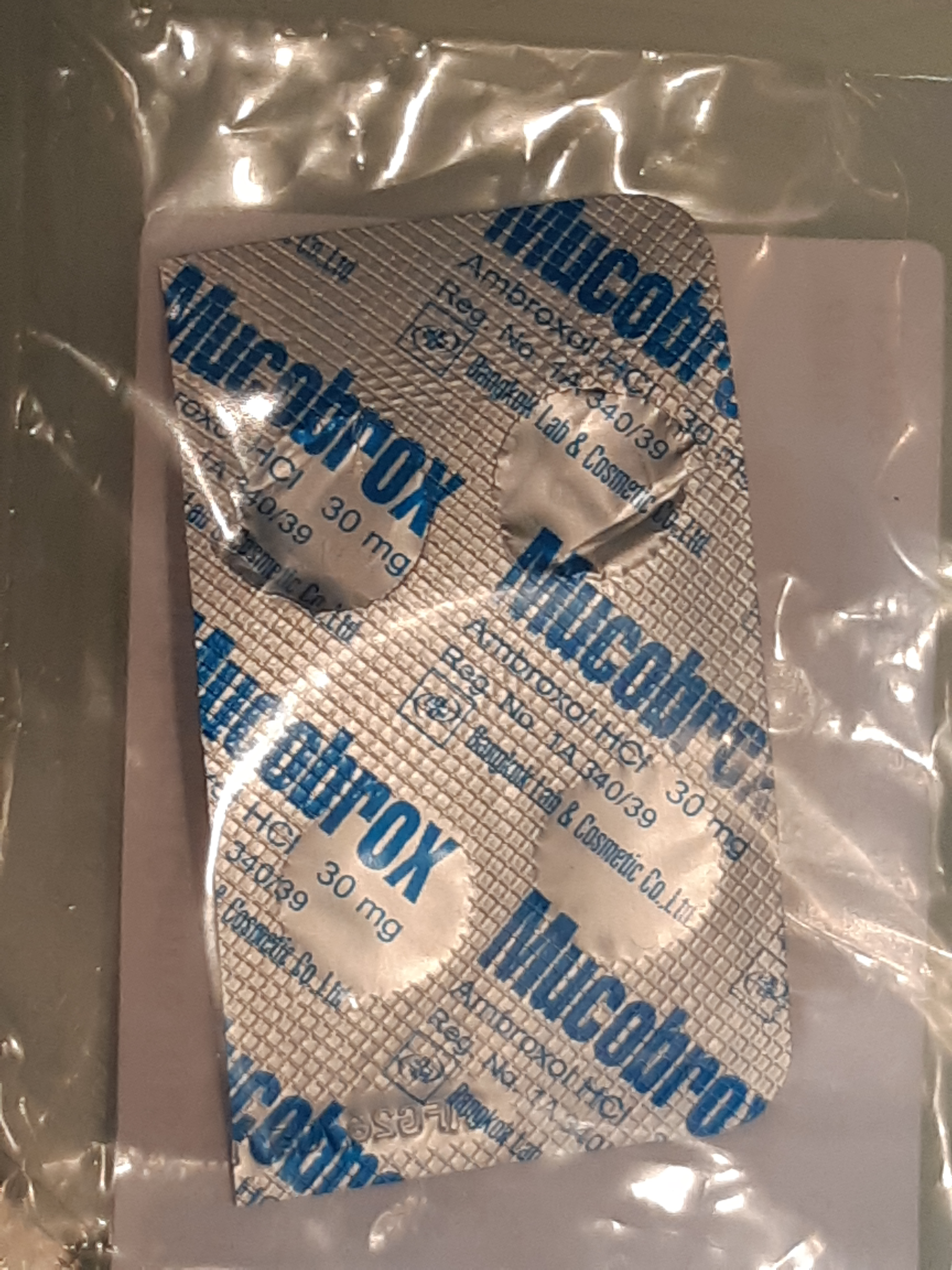
在香港私家診所醫生開的化痰藥氨溴索商品Mucobrox。

氨溴索是下列品牌藥物的有效成份：Mucosolvan, Mucobrox, Mucol, Lasolvan, Mucoangin, Surbronc, Ambolar, and Lysopain.

## 外部連結
Template:Cough and cold preparations